# Tom Ewell
Tom Ewell (29 de abril de 1909 – 12 de setembro de 1994) foi um ator norte-americano. Seu papel de maior sucesso foi como Richard Sherman na comédia romântica The Seven Year Itch (1955), no qual contracenou com Marilyn Monroe. Seus seguintes trabalhos receberam pouco destaque e eram voltados para comédias televisivas.

## Filmografia

### Cinema
| Ano  | Título                                          | Papel                 | Nota(s)                       |
| ---- | ----------------------------------------------- | --------------------- | ----------------------------- |
| 1940 | They Knew What They Wanted                      | Empregado             | sem créditos                  |
| 1941 | Back in the Saddle                              | Espectador            | sem créditos                  |
| 1941 | Desert Bandit                                   | Ordway - Texas Ranger |                               |
| 1947 | Babies, They're Wonderful                       | Harold                | Curta-metragem                |
| 1948 | Mr. Groundling Takes the Air                    | Sr. Groundling        | Curta-metragem                |
| 1949 | Adam's Rib                                      | Warren Attinger       |                               |
| 1949 | Southward Ho Ho!                                | Tom                   | Curta-metragem                |
| 1949 | The Football Fan                                | Tom - o fã de futebol | Curta-metragem                |
| 1949 | Caribbean Capers                                | Tom o turista         | Curta-metragem                |
| 1950 | A Life of Her Own                               | Tom Caraway           |                               |
| 1950 | American Guerrilla in the Philippines           | Jim Mitchell          |                               |
| 1950 | Mr. Music                                       | Haggerty              |                               |
| 1950 | How Green Is My Spinach                         | Homem na platéia      | sem créditos (Curta-metragem) |
| 1950 | The Rhumba Seat                                 | Tom                   | Curta-metragem                |
| 1951 | Up Front                                        | Willie                |                               |
| 1952 | Finders Keepers                                 | Tiger Kipps           |                               |
| 1952 | Lost in Alaska                                  | Nugget Joe McDermott  |                               |
| 1952 | Back at the Front                               | Willie                |                               |
| 1955 | The Seven Year Itch                             | Richard Sherman       |                               |
| 1956 | The Lieutenant Wore Skirts                      | Gregory Whitcomb      |                               |
| 1956 | The Great American Pastime                      | Bruce Hallerton       |                               |
| 1956 | The Girl Can't Help It                          | Tom Miller            |                               |
| 1958 | A Nice Little Bank That Should Be Robbed        | Max Rutgers           |                               |
| 1962 | Tender Is the Night                             | Abe North             |                               |
| 1962 | State Fair                                      | Abel Frake            |                               |
| 1968 | Columbia Musical Travelark: Wonders of Kentucky | Coronel Tom           | Curta-metragem                |
| 1970 | Suppose They Gave a War and Nobody Came         | Billy Joe Davis       |                               |
| 1972 | To Find a Man                                   | Dr. Hargrove          |                               |
| 1972 | They Only Kill Their Masters                    | Walter                |                               |
| 1974 | The Great Gatsby                                | Mourner               | sem créditos                  |
| 1979 | Butterflies in Heat                             | Hadley Crabtree       |                               |
| 1983 | Easy Money                                      | Scrappleton           |                               |

### Televisão
| Ano     | Título                           | Papel                       | Nota(s)                                                |
| ------- | -------------------------------- | --------------------------- | ------------------------------------------------------ |
| 1948    | Kraft Theatre                    | Stephen Brewster            | "Suppressed Desires"                                   |
| 1948–49 | Actors Studio                    | Ele mesmo                   | 4 episódios                                            |
| 1949    | NBC Presents                     | Ele mesmo                   | 2 episódios                                            |
| 1951    | The Billy Rose Show              | Ele mesmo                   | "Whirling of Life"                                     |
| 1951    | Danger                           | Papel desconhecido          | "The Night of March Fifteenth"                         |
| 1951    | Search for Tomorrow              | Xerife Bill Lang            | Episódios desconhecidos                                |
| 1951    | Studio One in Hollywood          | Willie Mason                | "Mighty Like a Rogue"                                  |
| 1951    | Lights Out                       | Charlie Drome               | "The Deal"                                             |
| 1951    | Cosmopolitan Theatre             | Papel desconhecido          | "Mr. Pratt and the Triple Horror Bill"                 |
| 1952    | Robert Montgomery Presents       | Papel desconhecido          | "See No Evil"                                          |
| 1955    | Playwrights '56                  | William Bingham             | "Daisy, Daisy"                                         |
| 1955    | Alfred Hitchock Presents         | Albert Pelham               | "The Case of Mr. Pelham"                               |
| 1956    | The Alcoa Hour                   | Earl Carleton               | "Man on Fire"                                          |
| 1959    | The United States Steel Hour     | Barney Henderson            | "The Square Egghead"                                   |
| 1959    | General Electric Theatre         | John Emmet Owens            | "The Day of the Hanging"                               |
| 1960–61 | The Tom Ewell Show               | Tom Potter                  | Papel regular (32 episódios)                           |
| 1962    | The Sound and the Fidelity       | Papel desconhecido          | Telefilme                                              |
| 1963    | The Dick Powell Theatre          | Congressista Albert Higgins | "The Honorable Albert Higgins"                         |
| 1964    | Wagon Train                      | Hector Heatherton           | "The Hector Heatherton Story"                          |
| 1965    | Burke's Law                      | Leander Clement             | "Who Killed Nobody Somehow?"                           |
| 1966    | Summer Fun                       | Papel desconhecido          | "Kwimper of New Jersey"                                |
| 1970    | The Governor & J.J.              | Uncle Charley               | "Charley's Back in Town"                               |
| 1970    | The Virginian                    | Hoy Valentine               | "With Love, Bullets and Valentines"                    |
| 1971    | The Name of the Game             | Promotor de Justiça Simpson | "A Sister from Napoli"                                 |
| 1971    | Alias Smith and Jones            | Delegado Treadwell          | "The Root of It All"                                   |
| 1973    | The New Temperatures Rising Show | Harry Butler                | "Diagnosis: Who Knows?"                                |
| 1974    | The Wide World of Mystery        | Lebow                       | "The Spy Who Returned from the Dead"                   |
| 1975    | Promise Him Anything             | Juiz                        | Telefilme                                              |
| 1975–78 | Baretta                          | Billy Truman                | Papel regular (44 episódios)                           |
| 1978    | Fantasy Island                   | Burt "Fingers" Lonegan      | "The Over the Hill Caper / Proof! You're a Movie Star" |
| 1979    | The Return of Mod Squad          | Cook                        | Telefilme                                              |
| 1979    | Eischied                         | Super                       | 2 episódios                                            |
| 1979    | Taxi                             | Dr. Richmond                | "Nardo Loses Her Marbles"                              |
| 1979    | Flying High                      | Williams                    | "Eye Opener"                                           |
| 1981–82 | Best of the West                 | Doc Kullens                 | Papel regular (22 episódios)                           |
| 1982    | Terror at Alcatraz               | Johnson                     | Telefilme                                              |
| 1982    | Trapper John, M.D.               | Earl Tendermeyer            | "The Good Life"                                        |
| 1986    | Murder, She Wrote                | Josh Corbin                 | "Trial by Error"                                       |